# Françoise Dorléac
Françoise Paulette Louise Dorléac, född 21 mars 1942 i Paris, död 26 juni 1967 i Villeneuve-Loubet i Alpes-Maritimes, var en fransk skådespelare. Hon var äldre syster till Catherine Deneuve.
Françoise Dorléac fick sitt filmgenombrott i François Truffauts film Den lena huden (1964). Hennes karriär fick ett abrupt slut 1967, då hon omkom i en bilolycka, 25 år gammal.

## Filmografi (i urval)
- 1960 – Ung och förförisk
- 1961 – Flickan med de gyllene ögonen
- 1962 – I Arsène Lupins fotspår
- 1963 – Mannen från Rio
- 1964 – Den lena huden
- 1964 – La chasse à l'homme
- 1964 – Kärlekskarusellen
- 1965 – Djingis Khan
- 1965 – Agent K med pass till evigheten
- 1966 – Cul-de-sac – Djävulsk gisslan
- 1967 – Flickorna i Rochefort
- 1967 – Miljondollarhjärnan